# Flughafen São José dos Campos

i8
i11
i13
Der Flughafen São José dos Campos (portugiesisch Aeroporto de São José dos Campos – Professor Urbano Ernesto Stumpf; IATA-Code: SJK, ICAO-Code: SBSJ) ist ein öffentlicher Flughafen auf 646 m Seehöhe, 12 km von São José dos Campos, São Paulo, Brasilien entfernt.
Der Flughafen São José dos Campos gehört der Luftwaffe, Força Aérea Brasileira (FAB), wobei Aeropart Participações Aeroportuárias aufgrund einer Vereinbarung für die Verwaltung und Bereitstellung von Dienstleistungen am Terminal verantwortlich ist. Die Infrastruktur des Flughafens wird von der Zivilluftfahrt, der Embraer – Empresa Brasileira de Aeronáutica SA, dem Aeronautics Technological Center (CTA) und dem örtlichen Fliegerclub gemeinsam genutzt. 
Der Flughafen verfügt über ein Passagierterminal mit einer Kapazität für 190.500 Passagiere. Er hat eine Asphaltpiste mit 2676 m Länge und 45 m Breite. Die Fläche des Flughafens, der für die Zivilluftfahrt genutzt wird, beträgt 118 ha, die Gesamtfläche 1259 ha.

## Geschichte
Der Flughafen São José dos Campos wurde in den 1950er Jahren eröffnet. Der Flughafen verfügte ursprünglich über eine unbefestigte Landebahn. In den 1970er Jahren wurde die Start- und Landebahn mit der Gründung der brasilianischen Luftfahrtgesellschaft Embraer asphaltiert und auf eine Länge von 3000 Metern erweitert. Derzeit ist die Landebahn auch für Instrumentenlandungen geeignet, die mit dem ILS (Instrument Landing System) der Kategorie I betrieben werden. In den 1980er Jahren wurde zur Erfüllung laufender Militärprogramme, insbesondere des AMX-Kampfjets, an der Schwelle 33 eine Vorrichtung  installiert, die die Landungsstrecke verkürzt und die Länge der nutzbaren Start- und Landebahn auf 2676 Meter reduziert.
Seit 1996 wurde der Flughafen von Infraero verwaltet. Im Jahr 2010 nahm die Fluggesellschaft Azul ihren Betrieb am Flughafen auf. Im Jahre 2022 wurde die Konzession zur Betreibung des Flughafens für die nächsten 30 Jahre dem Unternehmen Aeropart Participações Aeroportuárias erteilt.

## Flugbetrieb
Im Jahr 2019 wurden 65.152 Passagiere befördert und 861 Flugbewegungen durchgeführt.
Azul Linhas Aéreas ist die wichtigste Fluggesellschaft für den Flughafen.